# Борово (област Благоевград)
Вижте пояснителната страница за други значения на Борово.
Бо̀рово е село в Югозападна България, област Благоевград, община Гоце Делчев.

## География
Село Борово се намира в Неврокопската котловина в близост до град Гоце Делчев. В селото има църква на Българската православна църква „Събор на Свети двандесет апостоли“. В Долно Борово има църква на БПЦ „Рождество Богородично“ и църква на Българската православна старостилна църква „Света Троица“.

## История
Борово е носило името Чам чифлик до 1937 г. През периода 1937 – 1943 г. се казва Борово, в 1943 г. е прекръстено на Горно Борово, а в 1944 г. е възстановено името Борово.
В „Етнография на вилаетите Адрианопол, Монастир и Салоника“, издадена в Константинопол в 1878 година и отразяваща статистиката на населението от 1873 година Йени чифлик (Yéni-tchiflik) е посочено като село с 30 домакинства и 125 жители българи.
Според статистиката на Васил Кънчов („Македония. Етнография и статистика“) в края на XIX век в Нов чифлик живеят 65 души, всички българи-християни.
При избухването на Балканската война един човек от Нов чифлик е доброволец в Македоно-одринското опълчение. След Междусъюзническата война селото остава в България.

## Население

### Етнически състав
Преброяване на населението през 2011 г.
Численост и дял на етническите групи според преброяването на населението през 2011 г.:
|                     | Численост |
| Общо                | 1138      |
| Българи             | 984       |
| Турци               | -         |
| Цигани              | 7         |
| Други               | 7         |
| Не се самоопределят | -         |
| Неотговорили        | 139       |

## Личности
Родени в Борово
- Неделчо Иванов (1890 – ?), македоно-одрински опълченец, 1 рота на 14 воденска дружина[7]

## Събития
Съборът на селото е на 30 юни.